# COVID-19
COVID-19, voluit coronavirus disease 2019, vaak corona genoemd, is een infectieziekte die wordt veroorzaakt door het SARS-CoV-2-virus uit de familie van de coronavirussen. De voorheen onbekende ziekte werd eind 2019 voor het eerst opgemerkt in China en verspreidde zich vervolgens in drie maanden tijd naar andere delen van de wereld. In 2020 leidde dit tot de coronapandemie. Verwacht wordt dat het virus zal blijven circuleren en dus een endemisch karakter krijgt. De ziekte wordt door de Wereldgezondheidsorganisatie (WHO) verondersteld een zoönotische oorsprong te hebben, hoewel daar anno 2021 geen consensus over is. Een groot onderzoek in 2024 leek dit te bevestigen.
De belangrijkste symptomen van COVID-19 zijn koorts, droge hoest, vermoeidheid en verlies van reukzin. Daarnaast komen ook een zere keel, hoofdpijn, kortademigheid, diarree, rode en/of geïrriteerde ogen en buikpijn voor.
Een deel van de besmette personen heeft milde of helemaal geen symptomen. Met name bij personen met een verminderde afweer, zoals ouderen en chronisch zieken, kan de ziekte uitlopen op een ernstige longontsteking met soms dodelijke afloop. Ook andere organen zoals het hart- en vaatstelsel en de nieren kunnen schade oplopen. Ook kan post-covid ontstaan.
De ziekte-overdracht vindt vooral plaats via hoesten en niezen, waarbij besmette druppeltjes of aerosolen worden verspreid, die vervolgens door anderen worden ingeademd.
Sinds januari 2020 werd er wereldwijd naarstig gezocht naar een geneesmiddel voor COVID-19. Ook werden in de loop van 2020 meerdere vaccins ontwikkeld tegen SARS-CoV-2.

## Ontdekking van de ziekte

Tijdlijn van de besmetting van COVID-19

De ziekte werd voor het eerst vastgesteld in de Chinese miljoenenstad Wuhan, de hoofdstad van de Chinese provincie Hubei, bij patiënten met een longontsteking zonder aanwijsbare oorzaak. Het was dokter Li Wenliang die op 30 december 2019 vergeefs de autoriteiten waarschuwde dat een epidemie dreigde. Vervolgens verspreidde de ziekte zich razendsnel door de afwezigheid van immuniteit onder de plaatselijke bevolking en doordat veel internationale reizigers vanuit Wuhan het virus mee naar huis namen.
Op 11 maart 2020 maakte de Wereldgezondheidsorganisatie (WHO) bekend dat er officieel sprake was van een pandemie.

## Naamgeving

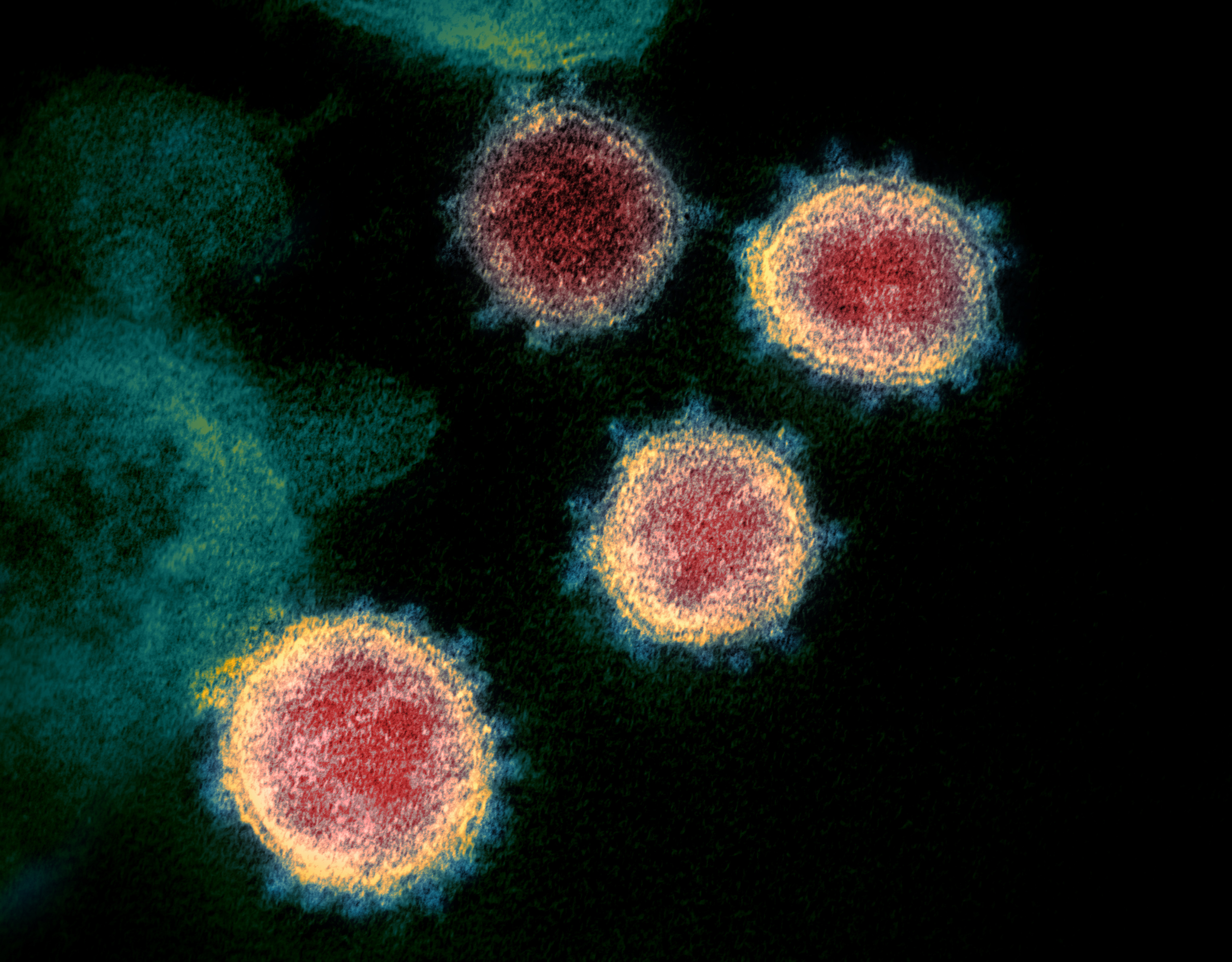
Een beeld van het virus, opgenomen met een elektronenmicroscoop.

Op 11 februari 2020 maakte de Wereldgezondheidsorganisatie bekend dat de nieuwe, onbekende virale ziekte de naam COVID-19 zou krijgen, een afkorting van coronavirus disease (coronavirusziekte), plus het jaartal van ontdekking. Volgens directeur-generaal Tedros Adhanom Ghebreyesus van de WHO mocht de naam niet verwijzen naar een bepaalde geografische plek, dier of groep mensen. Ook moest de naam uitspreekbaar zijn.
Dezelfde dag stelde de coronavirussenwerkgroep van het International Committee on Taxonomy of Viruses (ICTV) voor het virus de naam severe acute respiratory syndrome coronavirus 2 voor, afgekort SARS-CoV-2, naar analogie met het verwante, eerder bekende virus SARS-CoV.

## Besmetting

### Besmettingswijze
Tussen mensen vindt ziekte-overdracht plaats via druppelinfectie en aerosolen vanuit de luchtwegen. Vermoedelijk in mindere mate via besmette oppervlakken. Infecties ontstaan vooral in de nabijheid van een virusdrager en in gesloten, slecht geventileerde ruimtes waar zich ook virusdragers ophouden of kort geleden ophielden. Bij hoesten, niezen, spreken met luide stem en zingen worden veel virusdeeltjes uitgestoten. Tijdens medische behandelingen, zoals intuberen, kunnen eveneens besmettelijke aerosolen ontstaan.
Het virus vermenigvuldigt zowel diep in de longen als in de bovenste luchtwegen. Dat laatste zou mede verklaren waarom patiënten met milde symptomen al besmettelijk kunnen zijn. In de neus dringt het virus in epitheelcellen in via bepaalde (ACE) receptoren.
Afhankelijk van de hoeveelheid virus waaraan men is blootgesteld, ontstaan symptomen sneller.
Besmetting via ontlasting is onzeker, maar deze besmettingsroute is wel bekend van de gerelateerde aandoening SARS.
Het is onbekend hoe lang het virus buiten het lichaam besmettelijk blijft. Van andere virussen is bekend dat de duur van de besmettelijkheid afhangt van luchtvochtigheid, temperatuur, ultraviolette straling (zonlicht), het soort oppervlak waarop het virus terechtkomt, de druppelgrootte en de aanvankelijke hoeveelheid virusdeeltjes. Door experimenten met fretten is bewezen dat het virus zich tussen fretten kan verspreiden via de lucht.
De Nederlandse RIVM-richtlijn gaat ervan uit dat normale patiënten een etmaal na het verdwijnen van alle klachten en ten minste 7 dagen na het begin van de ziekte niet meer besmettelijk zijn. Patiënten met een zwak immuunsysteem kunnen langer besmettelijk zijn.

#### Virusvarianten
De virusvarianten die in de loop van 2020 en 2021 ontstonden, onderscheidden zich vooral door hun hogere besmettelijkheid maar verspreidden zich principieel op dezelfde manier als het oorspronkelijke virus.

### Kinderen
Het virus verspreidt zich vooral onder volwassenen en van volwassen familieleden naar kinderen. Verspreiding onder kinderen of van kinderen naar volwassenen komt minder vaak voor. Over het algemeen geldt: hoe jonger het kind, hoe kleiner de rol bij de verspreiding van het virus. Kinderen worden over het algemeen minder ernstig ziek en hoeven bijna nooit opgenomen te worden in het ziekenhuis vanwege SARS-CoV-2. In de periode na de zomervakantie in 2020 werd een stijgend aantal infecties met het coronavirus SARS-CoV-2 bij alle leeftijden gezien. Onder kinderen is vooral bij jongeren 13-17 jaar het aantal besmettingen toegenomen. Toch spelen kinderen een beperkte rol in de verspreiding van het nieuwe coronavirus in vergelijking met volwassenen. De besmettingen en besmettelijkheid van kinderen neemt echter wel toe naarmate ze ouder worden.

### Incubatietijd
De mediane van de incubatieperiode is ongeveer vijf dagen, met uitersten van één tot twaalf dagen; voor quarantaine-doeleinden wordt door de meeste landen veertien dagen aangehouden (Nederland tien dagen). Er zijn meldingen van Chinese onderzoekers van zeldzame incubatietijden tot 24 dagen.

### Reproductiegetal
Volgens een schatting van het Europees Centrum voor ziektepreventie, die een tijdlang werd gebruikt, besmet een besmet persoon in een onbeschermde populatie gemiddeld 2,2 andere mensen (het basaal reproductiegetal R0). Een reproductiegetal van meer dan één betekent dat het aantal besmettingen in de bevolking toeneemt. Echter, het reproductiegetal verschilt per virusvariant en naarmate er meer varianten ontstaan zal het resulterende reproductiegetal steeds meer toenemen omdat de besmettelijkste variant de overhand krijgt.

### Besmettelijkheid virusvarianten
De virusvariant 'G614', die in mei 2020 circuleerde in Amerika, Groot-Brittannië en Europa en ontstaan is door mutatie, is mogelijk besmettelijker dan de oorspronkelijke variant 'D614': G614 heeft een stabieler spike-eiwit. Eind september 2020 werd de variant SARS-CoV-2 VOC – 202012/01, in de media ook wel de 'Britse variant' of alfavariant genoemd, gevonden. Deze heeft 17 mutaties, waarvan vooral de mutatie N501Y van het spike-eiwit van belang kan zijn, omdat deze theoretisch de besmettelijkheid kan beïnvloeden. Hoewel de variant relatief veel gevonden werd in bepaalde gebieden met een hoge incidentie, is niet duidelijk of dit een stichtereffect is of dat er daadwerkelijk sprake is van een besmettelijkere variant. Verschillende regeringen voerden de ontdekking aan om strengere maatregelen door te voeren. Ook de 501.V2-variant, in de media ook wel de Zuid-Afrikaanse of bètavariant genoemd, die in oktober 2020 voor het eerst gevonden werd, heeft meerdere mutaties, waaronder een N501Y-mutatie van het spike-eiwit.

### Asymptomatische besmetting
Aanvankelijk was niet duidelijk of en hoeveel mensen de besmetting geheel zonder symptomen (asymptomatisch) of met zeer weinig symptomen (paucisymptomatisch) doormaken. In maart 2020 werden de eerste onderzoeken gepubliceerd die een besmetting door pre-symptomatische personen aannemelijk maken. Een systematische review van september 2020 concludeerde dat waarschijnlijk ca. 20% van de besmette personen asymptomatisch blijft. De auteurs benadrukken dat de schattingen uiteenlopen van 3-67% en dat de kwaliteit van de data niet voldoende is voor een definitieve uitspraak.

### Besmettingsrisico gevaccineerden
Ook volledig gevaccineerden kunnen nog ziek worden, positief testen en anderen besmetten, ondanks dat ze zelf niet ernstig ziek worden.

### Besmettingsrisico na overlijden
Daar een overledene niet meer ademt en niet meer kan hoesten en niezen is het risico op besmetting, zeker als het lichaam van de overledene eenmaal gewassen is, kleiner dan bij een nog levende patiënt. Na overlijden kan het virus bij lage temperaturen (door koeling) en bij hoge luchtvochtigheid echter nog wel tot 48 uur na overlijden in en op het lichaam intact aangetoond worden. Bij het bewegen van stoffelijke overschotten is een besmettingsrisico denkbaar. Geadviseerd wordt het lichaam voor transport te voorzien van schoon incontinentiemateriaal, in een afsluitbare lijkzak te doen en die aan de buitenzijde te wassen.

### Besmettingsrisico bij bloedtransfusies en transplantaties
Bloedbank Sanquin vermeldt op zijn website: "Het is nog nooit aangetoond dat het coronavirus of soortgelijke virussen met een bloedtransfusie wordt overgedragen. Ook als je zonder het te weten besmet bent, kan je bloed geen kwaad voor patiënten." Rode Kruis-Vlaanderen deelt deze visie.

## Symptomen en ziekteverloop
De ziekte wordt gekenmerkt door griepachtige symptomen. De WHO kwam per 20 februari 2020 op basis van 55.924 in laboratoria positief geteste personen op het voorkomen van de volgende meest voorkomende symptomen: koorts (87,9%), droge hoest (67,7%), vermoeidheid (38,1%), sputum-productie (33,4%), kortademigheid (18,6%), keelpijn (13,9%), hoofdpijn (13,6%), spierpijn (14,8%), koude rillingen (11,4%), misselijkheid of braken (5,0%), verstopte neus (4,8%), diarree (3,7%), bloedspuwing (0,9%) en bindvliesontsteking (0,8%). Ook zijn er meldingen geweest over het ontstaan van doofheid en blaarvorming of andere afwijkingen op de voeten die lijken op wintertenen.
De meeste patiënten hebben geen, milde of matige symptomen en ontwikkelen antilichamen tussen zes tot twaalf dagen, en zijn daarna gedurende een nog onbekende periode beter bestand tegen het virus. Milde symptomen zijn keelpijn, lichte hoest en een verhoging van de lichaamstemperatuur tot 38,0 °C. Matige symptomen zijn vooral longontstekingen die zonder ziekenhuisopname genezen.
In ernstigere gevallen kan de ziekte de longen aantasten door de virale vermeerdering an sich en door hyperreactiviteit van het immuunsysteem. De longontsteking kan leiden tot acute respiratory distress syndrome (ARDS). Geïnfecteerde cellen kunnen samensmelten tot megacellen of syncytia die in de longen van patiënten worden gevonden. Verder in het lichaam kunnen ontstaan: sepsis, uitval van de nieren, septische shock, trombose met trombotische complicaties, zoals veneuze trombose, longembolie en soms een hart- of herseninfarct met mogelijk een fatale afloop. Laboratoriumexperimenten lieten zien dat COVID-19 kan aanzetten tot de productie van auto-antilichamen die kunnen leiden tot trombose. De ziekte lijkt een disfunctie aan de rechterkant van het hart te kunnen veroorzaken, terwijl de linkerkant van het hart zelden wordt geschaad.
Bij kwetsbare ouderen kan de ziekte, net als andere infecties, gepaard gaan met andere geriatrische complicaties zoals delier, een valpartij, flauwvallen, dehydratie (uitdroging) en acuut functieverlies.
Een Cochrane Systematic Review van juli 2020 onderzocht of de diagnose louter op basis van klinische symptomen kan gesteld worden. 16 studies met in totaal 7706 deelnemers werden in de review opgenomen. De resultaten toonden grote variaties in klinische tekenen en symptomen onder de patiënten. De diagnose kan daarom niet gesteld worden enkel op basis van een symptoom. Verder onderzoek is nodig om de verschillende combinaties van symptomen te onderzoeken.

### Ziekteverloop
Vier op de vijf patiënten genezen spontaan in circa twee weken. Bij een mild verloop duurt het herstel gemiddeld acht dagen. Bij een zwaar verloop duurt het herstel drie tot zes weken. Bij een overreactie van het immuunsysteem treedt een verslechtering op en kan een ziekenhuisopname nodig worden. In het ziekenhuis zijn er patiënten die met extra zuurstof snel herstellen en patiënten die weken in het ziekenhuis moeten liggen. Het ziekteverloop van deze infectie is grillig. Er kan een acute verslechtering optreden gepaard gaande met hypoxemie, waarbij de gezondheidstoestand van een patiënt plotseling snel verslechtert. Bij mensen die langere tijd behandeld zijn op een intensievezorgafdeling, kan het herstel nog veel langer duren, als ze te maken krijgen met het postintensivecaresyndroom.
Als een virus het lichaam binnenkomt in de mond-neusholte, komt het in aanraking met de neus-, keel- en tongtonsillen (ring van Waldeyer), een ring van lymfeweefsel dat infecties buiten de luchtwegen moet houden. De symptomen zijn in dit stadium nog beperkt, bijvoorbeeld hoesten en keelpijn. Wanneer het virus doordringt tot de lagere luchtwegen en de longblaasjes aantast, ontstaat pneumonitis: een chronische ontsteking van de longblaasjes. De wanden van de longblaasjes zwellen op en er hoopt zich vocht op. Dit beperkt de gaswisseling en veroorzaakt benauwdheid. Er is sprake van shunting: bloed stroomt nutteloos langs de longblaasjes die niet gevuld zijn met verse lucht.
De longontsteking is meestal dubbelzijdig. Dat betekent dat een groot deel van het gaswisselingsoppervlak aangedaan is. Dit toch al ernstige ziektebeeld kan snel verslechteren tot acute respiratory distress syndrome (ARDS). Opname op de IC is dan noodzakelijk. Door de hoge mate van ontsteking en het dagenlang roerloos op een IC liggen wordt de bloedstolling geactiveerd en kunnen trombotische complicaties ontstaan.
Bij zeer ernstig zieke patiënten kan ook een bacteriële superinfectie optreden. Deze patiënten krijgen hiertegen antibiotica toegediend.
Na de acute fase maakt een deel van de patiënten een zeer langzaam herstel door. Deze long covid kent een langdurige ziektetoestand met verschijnselen als fatigue (zware vermoeidheid), lage lichamelijke belastbaarheid en cognitieve beperkingen. Ook patiënten die COVID-19 met milde symptomen hebben gehad kunnen long covid ontwikkelen.
Bij kinderen ontstaat in zeldzame gevallen een syndroom dat lijkt op de ziekte van Kawasaki. Vermoed wordt dat de ontstekingen veroorzaakt worden door een hyperreactiviteit van het immuunsysteem. Een zeldzame ziekte die bij kinderen kan voorkomen is Multisystem Inflammatory Syndrome in Children (MIS-C) dat kan ontstaan na een coronavirus-infectie.

### Ziekteverloop na vaccinatie
Het ziekteverloop na vaccinatie toont verschillen met wie niet gevaccineerd is. Er is volgens Brits onderzoek 31% minder kans om acute covidsymptomen te ontwikkelen, 47% minder kans op long covid en 73% minder kans op ziekenhuisopname. De vaakst geregistreerde symptomen bij doorbraakinfecties zijn verlies van smaak, hoesten, koorts, hoofdpijn en vermoeidheid - maar alle in een mildere mate en minder voorkomend. Er is 50 procent minder kans op het krijgen van meerdere symptomen tegelijk in de eerste week van infectie. Gevaccineerden blijken bij infectie vaker te niezen dan niet-gevaccineerden.

## Infectie op celniveau
Net als het SARS-virus infecteert SARS-CoV-2 mensen door het gebruik van serineprotease TMPRSS2 om via de ACE2-receptoren de cellen binnen te dringen. SARS-CoV-2 heeft echter een tien tot twintig keer hogere receptoraffiniteit (bindingssterkte), wat een verklaring kan zijn voor de hogere mens-op-mens-besmettingskans. ACE2-receptoren en TMPRSS2-proteasen komen vooral voor in de epitheelcellen (alveolaire epitheliale type II-cellen) in de neus, met name in de slijmproducerende slijmbekercellen en trilhaarcellen. Ook komen ze veel voor in de epitheelcellen in andere organen zoals de ogen, de longen en de darmen. ACE2-receptoren zitten ook op vetcellen, waardoor het virus zich in vetcellen kan nestelen, bijvoorbeeld in buikvet. De ACE2-receptoren komen veelvuldig voor in het menselijk lichaam, met name op intestinale epitheelcellen van de darm, endotheliale en gladde cellen van de bloedvaten, hart (epicardia, adipocyten, fibroblasten, myocyten, kransslagaders), long (macrofagen, bronchiale en tracheale epitheelcellen, type 2-pneumocyten), hersenen, testis en op tubulaire epitheelcellen van de nier.
De infectie verloopt in verschillende stappen:
1. Het virus bindt zich via spike-eiwitten op zijn oppervlakte aan de ACE2-receptor op de menselijke cel. Spike-eiwitten zitten met z’n drieën bij elkaar. Van de drie spike-eiwitten bindt er één aan de ACE2-receptor.
2. Het enzym TMPRSS2 klieft de kop van het spike-eiwit. Daardoor verandert de structuur van de drie om elkaar gewikkelde stengels.
3. Een van de drie stengels verlengt zich en spietst zich in de celmembraan. Daarna klapt de stengel in, waardoor de membranen van cel en virus bij elkaar komen.
4. De cel neemt het virus op via endocytose: er ontstaat een instulping in de celmembraan, die zich afsnoert tot een blaasje in de cel.
5. In de cel komt het RNA van het virus vrij.
6. Het RNA van het virus gebruikt onderdelen van de cel om zich te dupliceren.
7. Op basis van het gedupliceerd RNA worden nieuwe virussen aangemaakt.
8. Via exocytose verlaten de virussen de cel.

Fragmenten van het virus kunnen opnieuw samenvoegen tot 'zombiecomplexen' (XenoAMP-dsDNA) en een grote en aanhoudende immuunrespons veroorzaken, die gezonde, niet-geïnfecteerde cellen aantast, zo blijkt uit een onderzoek uitgevoerd op muizen.

## Immuniteit
COVID-19 is een nieuwe ziekte, waardoor er nog weinig bekend is over de immuniteit en reactie van het immuunsysteem. Er zijn indicaties dat een groot deel van de geïnfecteerde personen immuniteit voor de langere termijn ontwikkelt.
Methodes die in het bloed aanwezige specifieke antilichamen tegen het virus testen, kunnen geen immuniteit aantonen, omdat niet bekend is welke titer daarvoor nodig is. Dergelijke tests geven epidemiologische informatie: ze laten zien of een persoon een infectie heeft doorgemaakt. Het immunologisch geheugen kan worden gemeten door een combinatie van RDB IgG, RDB-specifieke geheugen-B-cellen, SARS-CoV2-specifieke CD4+-cellen en SARS-CoV2-specifieke CD8+-cellen te meten.
Bij een zeer klein aantal mensen die bewezen de ziekte hebben gehad, kan het aangeboren immuunsysteem zo snel reageren op het virus dat zij het aangeleerde immuunsysteem niet hoeven in te zetten. In dit geval komen er geen antilichamen in het bloed voor, maar is de persoon wel genezen van COVID-19.

### Adaptieve immuunrespons
Immuniteit kan worden opgebouwd door de T-lymfocyten (kortweg T-cellen) en B-lymfocyten (kortweg B-cellen). Zij vormen samen de verworven (adaptieve) immuunrespons.

#### T-cel-immuniteit
Personen die COVID-19 hebben gehad, zonder of met milde symptomen, kunnen een negatief serologisch antilichamentestresultaat hebben, maar wel positief testen met de T-cel-test.
In het bloed van bloeddonoren uit de VS dat voor de uitbraak van de pandemie werd afgenomen, werden T-cel-reacties tegen (delen van) SARS-CoV-2 aangetoond. Vermoedelijk ontstonden die als reactie op veelvoorkomende, andere coronavirussen die bepaalde overeenkomsten met SARS-CoV-2 hebben. De klinische relevantie van deze observaties is onduidelijk en een bron voor speculaties over mogelijke partiële immuniteit in de bevolking.

#### B-cel-immuniteit
Er zijn aanwijzingen dat genezen patiënten immuniteit opbouwen voor ten minste meerdere maanden. De bevindingen zijn echter voorlopig, omdat de uitbraak van begin 2020 was en deels gebaseerd op ervaringen met andere ziekten, zoals SARS en griep of op resultaten van kortlopend onderzoek bij resusapen. Ook bij ziekte met slechts milde symptomen ontstaat een sterke immuunreactie met antilichamen, die minstens gedurende 41 dagen het virus kan neutraliseren. In een Franse studie heeft 98% van de besmette personen antilichamen ontwikkeld. De totale hoeveelheid antilichamen neemt na verloop van tijd af, maar antistoffen van het type immunoglobuline G, die verantwoordelijk zijn voor bescherming op de langere termijn, blijven aanwezig en blijken zelfs effectiever geworden, zodat er minder antistoffen nodig zijn voor hetzelfde effect.

## Diagnostiek
Op 7 januari 2020 was de genetische code van het virus bekend. Hierdoor werd het ontwikkelen van testen mogelijk.
De Foundation for Innovative New Diagnostics (FIND) in Genève houdt een lijst bij van nieuwe testen en evalueert deze met internationale laboratoria.
Naast een test op SARS-CoV-2 wordt ook getest op bacteriële infecties en influenza om die beide als oorzaak of superinfectie te kunnen uitsluiten.

### Moleculaire PCR-test
De standaard diagnosemethode is door middel van een omgekeerde polymerasekettingreactietest (rRT-PCR) op een sputummonster of een nasofaryngeaal uitstrijkje. De diagnose 'COVID-19' wordt volgens de richtlijn van het RIVM op 12 maart 2020 als volgt gesteld: ‘Elke persoon waarbij door middel van RT-PCR op twee onafhankelijke targets een infectie met SARS-CoV-2 is vastgesteld, ongeacht of deze persoon voldoet aan de klinische en epidemiologische criteria voor een verdenking.’
In sommige gevallen is er een positief testresultaat na herstel. Een mogelijke verklaring hiervoor is dat de negatieve test, waarna de patiënt als hersteld werd gezien, slecht werd uitgevoerd. Een andere mogelijkheid is dat er door de hoge gevoeligheid van de test nog kleine achtergebleven deeltjes worden gedetecteerd. Dit is ook bekend van tests voor andere luchtwegaandoeningen, zoals influenza.

### Serologische tests
In principe kan men in plaats van te testen op het virus, ook testen op de aanwezigheid van antilichamen tegen het virus. Daarmee is ook een in het verleden doorgemaakte infectie op te sporen.
Met een monoklonaal antilichaam tegen SARS-CoV-2 kan in principe het virus in het bloed worden vastgesteld en een passieve immunisering worden ontwikkeld.

### Radiologie
Bij een röntgenonderzoek kan een normale opname richtingwijzend zijn bij de verdenking op longontsteking. Bij een bewezen COVID-19-infectie wordt vaak een computertomografie uitgevoerd, omdat hiermee veelal veranderingen vastgesteld kunnen worden voordat deze op een normale opname zichtbaar zijn. Kenmerkend zijn ondoorzichtige veranderingen van het longparenchym die op melkglas lijken. Scans duiden ook op stollingsproblemen in de vaten zoals longembolieën. De diagnostiek met een CT-scan kan in bepaalde gevallen zelfs sneller en effectiever zijn dan die met RT-PCR. Radiologen uit Changsha beschreven meerdere patiënten waarbij de diagnose COVID-19 op grond van de CT-bevinding gesteld werd met een aanvankelijk negatieve RT-PCR-test die pas na meerdere herhalingen positief bleek. Bij een epidemie kan vandaar als triagestrategie een typische CT-bevinding aanleiding zijn om snel met de therapie te beginnen, ook als de RT-PCR-test (nog) negatief is.

## Behandeling
Er is (nog) geen geneesmiddel voor de ziekte bekend; daarom worden patiënten in (thuis)isolatie geplaatst. Wel kunnen de symptomen verminderd worden, zodat het immuunsysteem meer tijd krijgt om het virus te bestrijden. Ook zijn er onderzoeken gaande waarin onderzocht wordt of bestaande medicijnen voor andere ziekten ook tegen COVID-19 werkzaam zijn en waarin de ontwikkeling van nieuwe medicijnen en vaccins beoogd wordt.
Voor genezende en/of ondersteunende behandelingen en voor symptoombestrijding is ontwikkeling van medische kennis nodig gebaseerd op klinische ervaring, vastgelegde casuïstiek en wetenschappelijk onderzoek.
Om hindernissen bij het onderzoek naar de ziekte door patenten en dergelijke uit de weg te ruimen, sloten verschillende organisaties in het voorjaar van 2020 een Open COVID Pledge: een tijdelijke overeenkomst om het gebruik van relevante patenten en intellectueel eigendom zonder financiële en bureaucratische verplichtingen toe te staan. Organisaties zoals Creative Commons pleitten al langer voor een vrijere toegang tot wetenschappelijk onderzoek en hielpen bij het opstellen van de Open COVID Pledge. Verschillende uitgevers van hoog aangeschreven wetenschappelijke tijdschriften gaven vrije toegang tot de betreffende publicaties.

### Nederlands voorlopig advies
Op 3 maart 2020 kwam het RIVM met een voorlopig advies voor behandelaars.
Bij patiënten met een ernstige infectie die zuurstoftoediening nodig hebben, is het toedienen van dexamethason een behandeling waarvan aangetoond is dat dit de mortaliteit vermindert en de noodzaak van intubatie geringer maakt. Verder kan remdesivir in een vroeg stadium van infectie, waarbij (nog) geen beademing nodig is, een bijdrage leveren aan eerder klinisch herstel. Er zijn geen gegevens over combinatietherapie.
Behandeling met andere antivirale of immuunmodulerende middelen of plasmatherapie dient dit te gebeuren binnen wetenschappelijk klinisch onderzoek en niet via offlabel gebruik.
Het College ter Beoordeling van Geneesmiddelen deed een oproep aan zorgverleners en patiënten om bijwerkingen van medicijnen voor de behandeling van de infectie en medicijnen voor andere aandoeningen te melden bij het Nederlands Bijwerkingen Centrum Lareb. Ook zal het Lareb de veiligheidsbewaking uitvoeren zodra gevaccineerd kan worden.

### Goedgekeurde geneesmiddelen

#### Antivirale middelen

##### Remdesivir
In juni 2020 keurde het Europees Geneesmiddelenbureau (EMA) de virusremmer remdesivir onder voorwaarden en voor een jaar als eerste medicijn tegen COVID-19 goed. Dit oorspronkelijk als medicijn tegen ebola ontwikkelde middel, een RNA-polymerase-inhibitor, remt de aanmaak van virussen. Het is bedoeld voor coronapatiënten in het ziekenhuis die kampen met een longontsteking. Na toediening van het middel herstellen deze gemiddeld vier dagen eerder. Remdesivir werd al enige tijd als enig (dus niet in combinatie met een ander) geneesmiddel onderzocht. Hoewel Remdesivir volgens eerste berichten niet leek te werken gaf de Amerikaanse instantie die toelating van voedsel en medicijnen regelt, FDA, al eerder (op 1 mei 2020) toestemming voor het gebruik hiervan bij patiënten die zuurstof wordt toegediend of worden beademd. De Amerikaanse president Donald Trump kocht voortvarend een grote partij, 500.000 doses, op. Op 3 oktober verklaarde de president dankbaar te zijn voor zijn persoonlijke corona-behandeling met remdesivir. Op 6 oktober 2020 kwam naar buiten dat Nederland een groot tekort aan remdesivir heeft, ondanks de Europese verdeling van dit medicijn.
Op 20 november 2020 adviseerde de Wereldgezondheidsorganisatie (WHO) landen om geen gebruik meer te maken van het virusremmende remdesivir bij patiënten die in het ziekenhuis zijn opgenomen. Volgens de WHO heeft het middel geen belangrijk effect op de gezondheid van COVID-19-patiënten, ongeacht hoe ziek ze zijn.

#### Middelen met antilichamen
Ronapreve en Regkirona, geneesmiddelen die werken met antilichamen, hebben van het EMA op 11 september 2021 groen licht gekregen voor de behandeling van COVID-19. Uit studies blijkt dat bij een behandeling met deze twee geneesmiddelen de kans om in het ziekenhuis te belanden of te sterven, licht daalt, al waren er nog altijd patiënten die alsnog naar het ziekenhuis moesten of overleden. De Europese Unie moet de goedkeuring nog bevestigen.
De monoklonale antilichamen die ingezet worden zijn een soort eiwitten die zich vasthechten aan een welbepaald doel, in dit geval het eiwit dat het coronavirus gebruikt om de menselijke cel binnen te dringen.
Ronapreve, van het Zwitserse farmabedrijf Roche, mag gebruikt worden bij volwassenen en adolescenten ouder dan 12 jaar die ten minste 40 kilogram wegen. Het moet gaan om patiënten die nog geen extra beademing nodig hebben. Als zij een verhoogd risico lopen om zwaar ziek te worden door het coronavirus, dan kan het geneesmiddel worden ingezet, meldt het EMA. Het middel kan ook preventief werken tegen COVID-19. Het wordt intraveneus toegediend, via een infuus of een injectie.
Regkirona, van het Zuid-Koreaanse Celltrion healthcare, wordt onder dezelfde omstandigheden aanbevolen, maar enkel voor volwassenen.

#### Overige middelen

##### Bloedverdunners
Door de hoge mate van ontsteking en het dagenlang roerloos op een IC liggen wordt de bloedstolling geactiveerd en kunnen trombotische complicaties ontstaan. Nederlands onderzoek wees uit dat het zinvol is deze complicaties te behandelen in het ziekenhuis met een gepaste hoeveelheid bloedverdunners. Later werd dit advies verder uitgebreid naar de huisartsenpraktijk, derhalve in een veel vroeger stadium van besmetting.

### Experimenten met geneesmiddelen
Net als bij eerdere ernstige infectieziekten, worden bij COVID-19 bestaande middelen tegen andere ziekten en virussen toegediend aan patiënten. Er lopen verschillende onderzoeken, maar voor betrouwbare conclusies over werking en bijwerking is tijd nodig.

#### Artesunate, Imatinib, Infliximab
De Solidarity PLUS trial van de World Health Organisation onderzoekt in 600 ziekenhuizen in 52 landen Artesunate, Imatinib en Infliximab als behandeling om het aantal overledenen in ziekenhuizen door COVID-19 te verminderen.

#### Antivirale middelen
Er bestaat, afgezien van remdesivir, nog geen specifieke behandeling voor dit virus.
Diverse (andere) antivirale middelen worden getest op effectiviteit zoals protease-remmers indinavir, saquinavir en camostat en de griepmedicijnen oseltamivir en interferon beta. Lopinavir/ritonavir zijn niet werkzaam tegen de ziekte.
Op 1 oktober 2021 verklaarde Merck & Co, Inc. dat molnupiravir, een antiviraal middel dat het bedrijf wil verkopen, het risico op ziekenhuisopname of overlijden bij COVID-19 vermindert met 48%. Merck plant om een EUA aan te vragen bij de FDA en om marketingaanvragen in te dienen bij andere wereldwijde regelgevende instanties voor geneesmiddelen. Het bedrijf heeft plannen om het medicijn in licentie te geven aan generieke fabrikanten, om de beschikbaarheid ervan te versnellen. Het bedrijf publiceerde geen wetenschappelijk onderzoeksbericht, noch gaf het voldoende informatie over de steekproef om de werkzaamheid onafhankelijk te kunnen beoordelen.

##### Chloroquine en hydroxychloroquine
Op 17 februari 2020 werd gerapporteerd dat chloroquine bij klinische tests werkzaam bleek tegen COVID-19. Het was getest in meer dan 10 ziekenhuizen in Beijing en de Chinese provincies Guangdong en Hunan, op initiatief van onderzoekers van de KU Leuven. In-vitro-onderzoek laat zien dat chloroquine werkzaam is tegen het virus. De benodigde concentratie is in principe haalbaar in vivo, maar klinische studie is nodig. De resultaten zijn nog niet in een wetenschappelijk tijdschrift gepubliceerd en de goede informatie over de effectiviteit, bijwerkingen en statistische significantie ontbreekt. Het uitproberen van chloroquine was opgepakt op grond van eerdere bevindingen in de SARS-epidemie in 2004.
Er loopt sinds maart 2020 een proef aan de Rijksuniversiteit Groningen waarbij chloroquine tot de juiste deeltjesgrootte verpulverd wordt en vervolgens geplaatst wordt in een speciale inhalator, de cyclops, waardoor het medicijn diep doordringt in de longen van een patiënt. Dit betreft dus een specifiek lokale toepassing rechtstreeks in de door het coronavirus aangetaste longen. Op deze wijze zou het medicijn niet enkel kunnen genezen, maar ook kunnen beschermen.
In Frankrijk is Didier Raoult, specialist in tropische infectieziekten, begonnen met het geven van de combinatie van het verwante hydroxychloroquine en azithromycine aan besmette patiënten. Hij beweert een genezingspercentage van 75% binnen 6 dagen. Van de controlegroep was 90% nog ziek. Andere wetenschappers hebben echter sterke twijfels bij de onderzoeksopzet en de conclusies.
Hydroxychloroquine is wereldwijd geregistreerd voor een aantal indicaties waaronder reumatoïde artritis, systemische lupus erythematodes en ook de behandeling van acute aanvallen en profylaxe van malaria veroorzaakt door Plasmodium vivax, P. falciparum, P. ovale en P. malariae. De Amerikaanse president Donald Trump gelooft in dit middel, terwijl de wetenschappelijke onderbouwing nog onvoldoende is. Hij kwam in conflict met de FDA inzake het niet-geregistreerd gebruik van dit geneesmiddel bij preventie en genezing van COVID-19. Het middel is wereldwijd beschikbaar, maar net als chloroquine nog niet goedgekeurd voor deze specifieke indicatie. Verschillende mensen overleden na zelfmedicatie door de bijwerkingen van het middel. Inmiddels heeft de FDA noodmaatregelen genomen om in de Verenigde Staten de behandeling van COVID-19-patiënten met (hydroxy)chloroquine te waarborgen. Dit gebruik werd aldaar sterk bevorderd door de interventie van Donald Trump. De president drong aldaar met succes aan op snelle toepassing van de twee bovenstaande geneesmiddelen.
In Nederland gebruikte naar schatting in het begin iets meer dan de helft van de patiënten in het ziekenhuis (hydroxy)chloroquine.

###### Negatieve resultaten hydroxychloroquine
Een retrospectief onderzoek van 368 patiënten in militaire ziekenhuizen in de Verenigde Staten concludeerde in een voorpublicatie van 21 april 2020 dat hydroxychloroquine niet verhindert dat patiënten beademd moeten worden en dat het met een groter sterfterisico verbonden is.
Volgens een andere voorpublicatie, over onderzoek in vier Franse ziekenhuizen bij 181 patiënten, was er geen positieve werking van hydroxychloroquine. Bij 10% van de patiënten moest vanwege de bijwerkingen - hartritmestoornissen - het geven van het middel stopgezet worden. De FDA waarschuwt dan ook inzake het gebruik buiten ziekenhuizen. Ondertussen is in Frankrijk het gebruik van hydroxychloroquine bij COVID-19-patiënten verboden. Ook in Nederland is de toepassing in ziekenhuizen verlaten, al gaf een retrospectieve ziekenhuisstudie op 10 oktober 2020 weer nieuwe twijfels. In 2021 is een studie gepubliceerd dat laat zien dat hydroxychloroquine de mortaliteit zelfs kan verhogen, in plaats van verlagen.

#### Immunomodulerende middelen

##### Corticosteroïden
Corticosteroïden werken bij ernstig zieke patiënten die zuurstof of kunstmatige beademing nodig hebben. Corticosteroïden dempen de overreactie van het immuunsysteem op het virus waar patiënten op de IC mee te maken hebben. Het betreft de middelen dexamethason, hydrocortison en waarschijnlijk ook andere corticosteroïden.

###### Dexamethason
Uit een klinische studie in het Verenigd Koninkrijk blijkt dat COVID-19-patiënten aan zuurstof of kunstmatige ademhaling bij toediening van dexamethason sneller genezen en dat er minder sterfgevallen zijn (een derde minder bij kunstmatige ademhaling en 20% bij zuurstoftoevoeging). Het middel heeft weinig of geen effecten bij milde symptomen. Het middel is een immuunsuppressivum dat de overreactie van het immuunsysteem in de longen afremt. Dexamethason is een goedkoop, veelgebruikt medicament, dat voor andere toepassingen al wordt gebruikt.
Een aantal huisartsen heeft met een onderzoeksteam, artsen, specialisten en een hoogleraar een protocol opgesteld om dexamethason reeds in de thuissituatie te geven wanneer zuurstofgehalte van de patiënt daalt. Het betreft een goedgekeurde pilotstudie onder 50 patiënten (open label gerandomiseerd). de hersteltijden van COVID-19-patiënten boven de 50, ingenomen in de thuissituatie, met drie dagen verkort. Uit Brits onderzoek bleek tevens dat geïnhaleerde budesonide de hersteltijd verkort.

##### Biologicals

###### Tocilizumab en Sarilumab
Artsen van het Zuyderland Medisch Centrum in Sittard en Geleen beproefden twee medicijnen bij 86 COVID-19-patiënten bij wie het immuunsysteem in reactie op het coronavirus op hol was geslagen. Artsen gaven de patiënten eerst prednison, een medicijn dat het immuunsysteem afremt. Wanneer dat niet effectief genoeg was, voegden ze er het reumamedicijn tocilizumab aan toe. Dat middel onderdrukt het effect van een specifieke afweerstof. Vergeleken met een even grote controlegroep van coronapatiënten die een paar weken eerder opgenomen waren geweest, lag de sterfte 65 procent lager: in de behandelde groep overleden 14 patiënten, in de controlegroep 41. De behandelde groep herstelde dubbel zo snel en er hoefden ruim 70 procent minder patiënten te worden beademd. Tocilizumab remt alleen IL-6, terwijl dexamethason meer stoffen remt die vrijkomen bij ontstekingen, waardoor ook andere afweerreacties worden uitgeschakeld. De resultaten van niet-gerandomiseerd onderzoek, zeker met een controlegroep uit een andere tijdsperiode, zijn moeilijk te interpreteren. Dit onderzoek bevestigde de meerwaarde van corticosteroïden bij ernstige COVID-19, maar de toegevoegde waarde van tocilizumab was niet uit deze data halen.
Onderzoek in januari 2021 gaf aan dat de IL6-remmers sarilumab en tocilizumab bij toediening binnen 24 uur na komst op de IC van de twaalf patiënten er een minder komt te overlijden.

#### Overige middelen

##### Bradykinine-remmers
Door de infectie verdwijnen de ACE2-receptoren van de longcellen. Zonder ACE2 hebben vaatverwijderende kinines vrij spel en maken bloedvaten lek door te binden aan bradykininereceptoren. Hierdoor ontstaat vocht in de longen en daardoor ontstaat zuurstofgebrek.
Icatibant blokkeert de bradykininereceptor B2R waardoor de lekkage snel wordt opgeheven. Onderzoek liet zien dat in een vroege fase van de infectie bij ernstig zuurstofgebrek icatibant de situatie verbetert. Echter, doordat de helft van het middel in twee uur wordt afgebroken, vermindert het effect snel.
Met een ander soortgelijk Nederlands geneesmiddel Ruconest (recombinante humane C1-esteraseremmer (rhC1INH)) is een proef gestart in Zwitserland. Icatibant is in Nederland al bij een specifieke aandoening geregistreerd en als weesgeneesmiddel in de handel.
Door meer inzicht in de werking van het kallikreïne-kinine-systeem (KKS) verwachten onderzoekers nog betere effecten van lanadelumab. Dit middel is langer actief en werkt breder doordat het de activatie remt van het hele systeem dat de lekkage van de bloedvaten veroorzaakt. Er is een klinisch onderzoek in fase 2 gestart waaraan tien ziekenhuizen meedoen.

##### Alkalische fosfatase
Onderzoek naar behandeling met alkalische fosfatase is gestart door het Brandwondencentrum Beverwijk. Dit zou een effect kunnen hebben op de zogenoemde 'barrièrefunctie' in bijvoorbeeld de nieren, darmen en hersenen en daarmee misschien de ligduur van ernstig zieke patiënten kunnen verkorten.

##### E Channel Blockers
Onderzoek naar medicijnen die zich richten op het envelopeiwit in het SARS‑CoV‑2-virus, omdat bij virusvarianten het envelope eiwit minder muteert dan het spike-eiwit.
Het betreft darapladib, nu in gebruik voor atherosclerosis; Flumatinib, nu in gebruik tegen kanker; en een hiv-medicijn.

##### Resveratrol
Op 1 mei 2020 suggereerde Peter van der Voort, hoofd IC van het Universitair Medisch Centrum Groningen, dat resveratrol mogelijk kan helpen de effecten te verminderen van het virus. Dat zou met name het geval zijn bij mensen met overgewicht. Verder onderzoek is gestart om hierover zekerheid te verkrijgen. Van resveratrol wordt verondersteld dat het een gunstige werking heeft bij het voorkomen van hartaandoeningen en kanker. Het heeft een positief effect op de stofwisseling bij obese mannen. Buikvet produceert stoffen die de ontstekingsreactie versterken, onder andere in de longen. De vraag is of bij COVID-19 dit meer het geval is dan bij andere patiënten en wat een eventuele behandeling kan zijn. Daarvoor wordt het middel resveratrol onderzocht.

#### Onwerkzame middelen
Ooit gesuggereerd als werkzame stof maar op basis van onderzoek onwerkzaam gebleken tegen COVID-19 zijn: Hydroxychloroquine, Azitromycine, Lopinavir - Ritonavir, Doxycycline en Favipiravir.

### Bloedplasma
Soms kan aan patiënten die al hersteld zijn gevraagd worden bloed of bloedplasma te doneren om acute gevallen te behandelen met antistoffenrijk plasma en voor het ontwikkelen van een vaccin. Door de bloedbank werd een serum met antilichamen ontwikkeld zodat passieve immuniteit bij een patiënt ontstaat. In Nederland heeft Sanquin geconstateerd dat alleen toediening in een vroeg stadium van de besmetting zin heeft. Het wordt ingezet als preventieve toepassing voor kwetsbare patiënten met een verzwakt afweersysteem, zoals bijvoorbeeld kankerpatiënten en mensen die net een transplantatie hebben ondergaan.

#### Hyperimmunoglobuline
Onderzoek naar hyperimmunoglobuline loopt. Eerder is aangetoond dat dit middel werkzaam is bij de behandeling van ernstige, acute, virale luchtweginfecties.

### Vaccin
Sinds januari 2020 wordt er door meerdere organisaties en bedrijven aan vaccins tegen het SARS-CoV-2-virus gewerkt onder coördinatie van de WHO. Bij de ontwikkeling van een vaccin moeten pre-klinische en klinische onderzoeken worden gedaan.

### Beademing
Een deel van de patiënten heeft extra zuurstof nodig door middel van beademing. Eventueel aangevuld met vernevelen, uitzuigen, afwisselend liggen op de linker- en rechterzij, rug en buik, hulp bij rechtop zetten en bij hoesten. Tijdens de coronapandemie ontstond hierdoor in voorjaar 2020 een tekort aan beademingsapparaten. Een aantal bedrijven en instituten vonden oplossingen, onder meer studenten van de TU Delft. Op de markt verschenen meerdere opensource-oplossingen. Ook bleek het soms mogelijk om meerdere (tot wel negen) mensen aan te sluiten op een apparaat.

## Prognose

### Risicofactoren
Potentiële risicofactoren voor een slechte prognose zijn hogere leeftijd, hoge SOFA-score en een hoeveelheid d-dimeer groter dan 1 μg/ml.
Mensen die ouder zijn dan 70 jaar en kwetsbare ouderen die moeite hebben om hun zelfredzaamheid te behouden lopen meer risico. Bij mensen met een verstandelijke beperking in Nederland ligt het aantal bewezen COVID-19-infecties in de leeftijd van 40 t/m 69 jaar hoger dan in de algemene populatie. Van deze mensen woont circa 90% in een woongroep.
Volwassenen (ouder dan 18 jaar) met bepaalde onderliggende aandoeningen hebben ook een groter risico op een ernstig beloop van COVID-19. Het gaat om (een van) de volgende aandoeningen:
- Mensen met chronische luchtweg- of longproblemen die onder behandeling van een longarts zijn.
- Chronische hartpatiënten die daardoor in aanmerking komen voor een griepprik.
- Mensen met suikerziekte die slecht ingesteld zijn en/of met complicaties.
- Mensen met een nierziekte die moeten dialyseren of wachten op een niertransplantatie.
- Mensen die een bloedziekte hebben.
- Mensen met ernstige leverziekte.
- Mensen met obesitas.[202] Er zijn aanwijzingen dat het virus specifiek vetweefsel aanvalt.[203]
- Mensen met een verminderde weerstand tegen infecties doordat zij medicijnen gebruiken voor een auto-immuunziekte en mensen die een orgaan of stamceltransplantatie hebben ondergaan.
- Mensen met een verminderde weerstand doordat ze weerstandverlagende medicijnen nemen.
- Kankerpatiënten tijdens of binnen 3 maanden na chemotherapie en/of bestraling.
- Mensen met ernstige afweerstoornissen waarvoor zij behandeling nodig hebben van een arts.
- Mensen met een hiv-infectie die (nog) niet onder behandeling zijn van een arts of met een hiv-infectie met een CD4-cluster of differentiation 4-getal onder 200/mm².
- Mensen met hiv-infectie (ook onder behandeling) hebben 30% meer kans op overlijden. Daarnaast veroorzaakt hiv ook andere comorbiditeiten die hun beurt het overlijdensrisico vergroten.[204]
- Mensen die geen milt hebben, of een milt die niet functioneert, lopen geen extra risico op ernstige COVID-19, maar wel op een mogelijke (secundaire) infectie met pneumokokken.

Leeftijd, lage voor leeftijd gecorrigeerde zuurstofsaturatie, neutrofielen-lymfocytenverhouding, geschatte glomerulaire filtratiesnelheid volgens de Chronic Kidney Disease Epidemiology Collaboration (CKD-EPI)-vergelijking, dyspneu en geslacht zijn sterke voorspellers van mortaliteit.
Er zijn aanwijzingen dat in gebieden met grote luchtverontreiniging (door landbouw, vervoer of industrie), zoals delen van Noord-Brabant, Italië, de VS en China het percentage COVID-19-slachtoffers groter is, maar niet duidelijk is hoe het verband precies is.
Vooral slachterijen zijn vanwege hun lage werktemperatuur, koelsysteem en recirculatie-ventilatie brandhaarden van besmetting. Bij een Duitse vleesverwerker bleek 25% van het personeel besmet. Ook in de Verenigde Staten, Nederland en Wales werden bij testen hoge percentages besmettingen gevonden.

### Mate van ernst ziekteverloop
In de eerste drie dagen van opname kan aan de hand van het bloedbeeld met enige zekerheid voorspeld worden of de patiënt zonder beademing uit zal komen of op de intensive care behandeld zal moeten worden. Hiertoe werd een methode ontwikkeld om een aantal bloedparameters te wegen. De voorspellende waarde ligt rond de 70%.

### Mortaliteit
In een toespraak over de WHO-werkgroep in China berichtte de directeur-generaal van de WHO op 24 februari 2020 dat de mortaliteit in Wuhan bij 2-4% ligt, maar buiten Wuhan met 0,7% lager ligt. Het gemeten sterftecijfer blijkt ook te verschillen van land tot land. Mogelijke verklaringen hiervoor zijn een verschil in de druk op de gezondheidszorg, de leeftijdsopbouw van de bevolking en het aantal mensen dat getest wordt.
| Leeftijd                  | 0–9 | 10–19 | 20–29 | 30–39 | 40–49 | 50–59 | 60–69 | 70–79 | 80+  |
| ------------------------- | --- | ----- | ----- | ----- | ----- | ----- | ----- | ----- | ---- |
| China (per 11 februari)   | 0,0 | 0,2   | 0,2   | 0,2   | 0,4   | 1,3   | 3,6   | 8,0   | 14,8 |
| Italië (per 12 maart)     | 0,0 | 0,0   | 0,0   | 0,1   | 0,1   | 0,6   | 2,7   | 9,6   | 16,9 |
| Zuid-Korea (per 15 maart) | 0,0 | 0,0   | 0,0   | 0,1   | 0,1   | 0,4   | 1,4   | 5,3   | 9,5  |

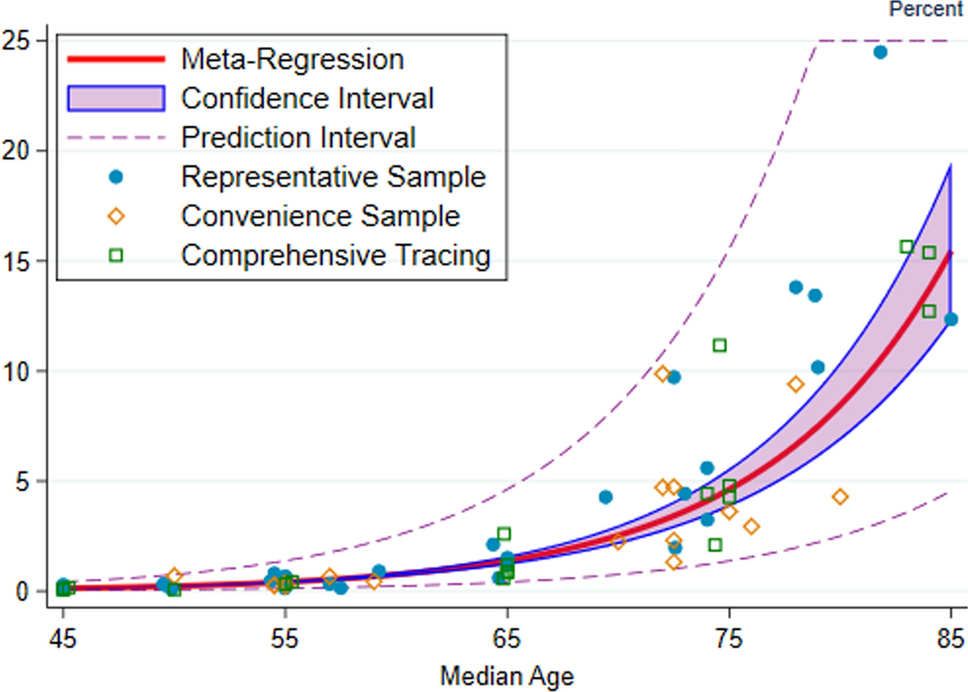
De rode lijn toont de schatting van het sterftecijfer bij infectie (Infection Fatality Rate of IFR), in procenten, als functie van de leeftijd. Het gearceerde gebied geeft het 95%-betrouwbaarheidsinterval voor die schatting weer. Markers duiden specifieke waarnemingen aan die in de meta-analyse worden gebruikt.
Dezelfde relatie uitgezet op een logschaal
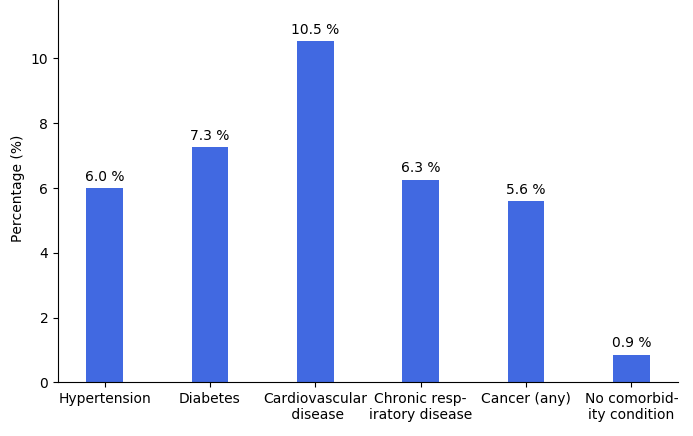
Sterftekans afhankelijk van andere onderliggende gezondheidsproblematiek

Onderzoekers in Engeland stelden vast dat mensen die na een COVID-19-ziekenhuisopname werden ontslagen, een duidelijk hoger risico op heropname en overlijden hadden dan de bevolking in het algemeen.

### Erfelijkheid
Erfelijke verschillen bij patiënten met verschillende ziekteverlopen worden onderzocht.
- Er is niet veel effect gevonden door genetische variatie van ACE2 en TMPRSS2, die de mate van ernst van COVID-19 zou kunnen verklaren. Mogelijk speelt genetische variantie binnen het ACE2-gen een rol bij hypertensie en chronische ontstekingen, die vaak voorkomen bij ernstige COVID-19-gevallen.[224]
- Bloedgroep A heeft een hogere kans op een hogere mate van ziek zijn.[225]
- Uit onderzoek blijkt dat mogelijk het ApoE-gen met variant e4e4 het risico verhoogt op een ernstige COVID-19-infectie.[226]
- Door een defect in de Toll-like receptor 7, kortweg TLR7, wordt het virus niet geïdentificeerd en wordt vervolgens de afweer niet geactiveerd.[227][228]
- Er is een statistisch onderzoek dat een correlatie aantoont met bepaalde genen op chromosoom 3 en zware COVID-19-infecties.[229] Deze genen komen in ongeveer 50% voor in de bevolking van Oost-Azië en ongeveer 16% in de Europese bevolking.

## Maatregelen

### Beleidsscenario's verspreidingssnelheid
Beleidsmakers kunnen kiezen voor uiteenlopende pakketten van maatregelen om een COVID-19-epidemie tegen te gaan, te beteugelen of te beëindigen. De keuze voor een pakket of scenario wordt onder meer bepaald door de mate van verspreiding van het virus, de capaciteit van het zorgsysteem en allerlei politieke/ethische opvattingen, bijvoorbeeld over de economie, de kwaliteit van leven, de verantwoordelijkheid van de burger en de rol van de staat. Hier volgen enkele mogelijke aanpakscenario's:
- Totale lockdown: maximale eliminatie van contacten, iedereen moet in huis blijven, ongeacht of iemand wel of geen symptomen heeft. Zeer kwetsbaar voor herintroductie van virus door import of resthaard. Dit komt omdat er veel mensen zijn die niet in contact zijn gekomen met het virus en geen immuniteit hebben opgebouwd. Gestreefd wordt naar geen besmettingen.
- Casus + contactopsporing; iedereen wordt meerdere malen getest. Meer testen geeft een vroegere detectie, tracering van contacten en verhoogt daarmee het vinden van milde gevallen. Positief getesten worden in isolatie geplaatst. De rest van het gezin gaat thuis in quarantaine. Contacten worden opgespoord en getest. Hierbij zijn veel testen nodig en men is zeer kwetsbaar voor herintroductie van virus door import of resthaard. Doel is zo weinig mogelijk besmettingen.
- Targeted lockdown: Fase 1: iedereen met griepachtige en COVID-19-achtige symptomen moet zich thuis isoleren, inclusief de rest van het gezin. Opgenomen patiënten en zorgpersoneel in ziekenhuizen worden getest. Fase 2: ook zorgpersoneel van kwetsbare groepen wordt getest. Fase 3: ook personeel van scholen met kinderen onder de 12 jaar en fysiotherapeuten worden getest.
- Flexibele lockdown: in het begin de spreiding voldoende afremmen, zodat de zorgsystemen niet overbelast geraakt, maar daarna wel een gematigde spreiding toelaten in de hoop dat het reproductiegetal onder de één blijft. Kwetsbare groepen die veel risico lopen moeten wel voor een lange periode afgeschermd worden om de mortaliteit te beperken. Na verloop van tijd bouwen meer mensen immuniteit op, waardoor het gemakkelijker wordt om het reproductiegetal onder de één te houden, maar groepsimmuniteit is geen doel op zich. In Zweden wordt deze strategie grotendeels toegepast op basis van vrijwilligheid en eigen verantwoordelijkheid van personen en bedrijven. In die zin is er in Zweden geen door de overheid opgelegde 'lockdown'. Voorbeelden van flexibele lockdown zijn tijdelijk geen in- en uitreis in een bepaald gebied, het instellen van de avondklok, beperken van groepsaantallen, meteen testen terugkerende reizigers, controle op naleven quarantaine of niet toestaan van evenementen voor jongeren.
- Niets doen; geen overheidinterventies. Dit veroorzaakt overbelasting van de zorg en veel sterfgevallen in korte tijd, ook van niet-COVID-19-patiënten. Er wordt ingezet op een mogelijk snelle groepsimmuniteit, waarbij er sprake is van een relatief korte periode van economische inactiviteit.

Om de genomen maatregelen internationaal te vergelijken, werd sedert januari 2020 een Covid Stringency Index opgesteld. Die is het resultaat van negen responsindicatoren, waaronder sluitingen van scholen en bedrijven en reisverboden, op een schaal van 0 tot 100 (100 = strengst). Als het beleid op subnationaal niveau verschilt, wordt met de strengste subregio gerekend.

### Preventie

Het effect van het verspreiden van infecties over een lange periode, bekend als het afvlakken van de curve; door een lagere piek kunnen gezondheidsdiensten hetzelfde volume patiënten beter beheren

Als een overheid kiest voor preventie zal, mede omdat dragers mogelijk al besmettelijk zijn voordat ziekteverschijnselen worden opgemerkt, de gehele bevolking voorzorgsmaatregelen in acht moeten nemen, niet alleen al ziek geworden personen. Dergelijke maatregelen zijn onder meer sociale distantie, vermijden van drukte waar veel mensen zijn en goede handhygiëne, het vermijden van sociale contacten en lichamelijk contact, hoesten en niezen in de binnenkant van de elleboog, papieren zakdoekjes gebruiken, ten minste anderhalve of twee meter afstand bewaren en thuisblijven bij krijgen van verkoudheidsklachten en ventileren van ruimtes. Verdere maatregelen kunnen zijn: in- en uitreisbeperkingen (met name gericht op risicogebieden), onnodig reizen vermijden, evenementen verbieden, fysieke bijeenkomsten op scholen, bedrijven en organisaties of afdelingen staken. Vroege detectie, snelle reactietijden en hoge snelheid bij de uitvoering van de maatregelen en case-evaluatie beperken de verspreiding. Resultaten uit onderzoek tonen aan dat het combineren van quarantaine met andere preventiemaatregelen mogelijk meer effect heeft dan de quarantaine alleen. Het is belangrijk de quarantaine zo vroeg mogelijk te starten. Hoe vroeger de quarantaine kan gestart worden, hoe meer effect en hoe minder kosten er zijn. Hiernaast zijn preventieve maatregelen mogelijk die gericht zijn op (andere) risicofactoren, zoals het bieden van extra bescherming van kwetsbare groepen, het vermijden van contact met dieren en het niet frequenteren van gebieden met veel luchtverontreiniging, dan wel sanering van dergelijke gebieden.
Als gevolg van de lockdown en afstand houden heeft het RS-virus zich in de winter niet kunnen verspreiden en is er geen groepsbescherming ontstaan voor het RS-virus en hebben zwangeren onvoldoende afweerstoffen opgebouwd en doorgegeven aan de foetus in de baarmoeder. Bij het loslaten van de maatregels hebben geboren baby's van hun moeder minder bescherming meegekregen tegen het RS-virus en een deel werd ziek.

#### Sociale onthouding

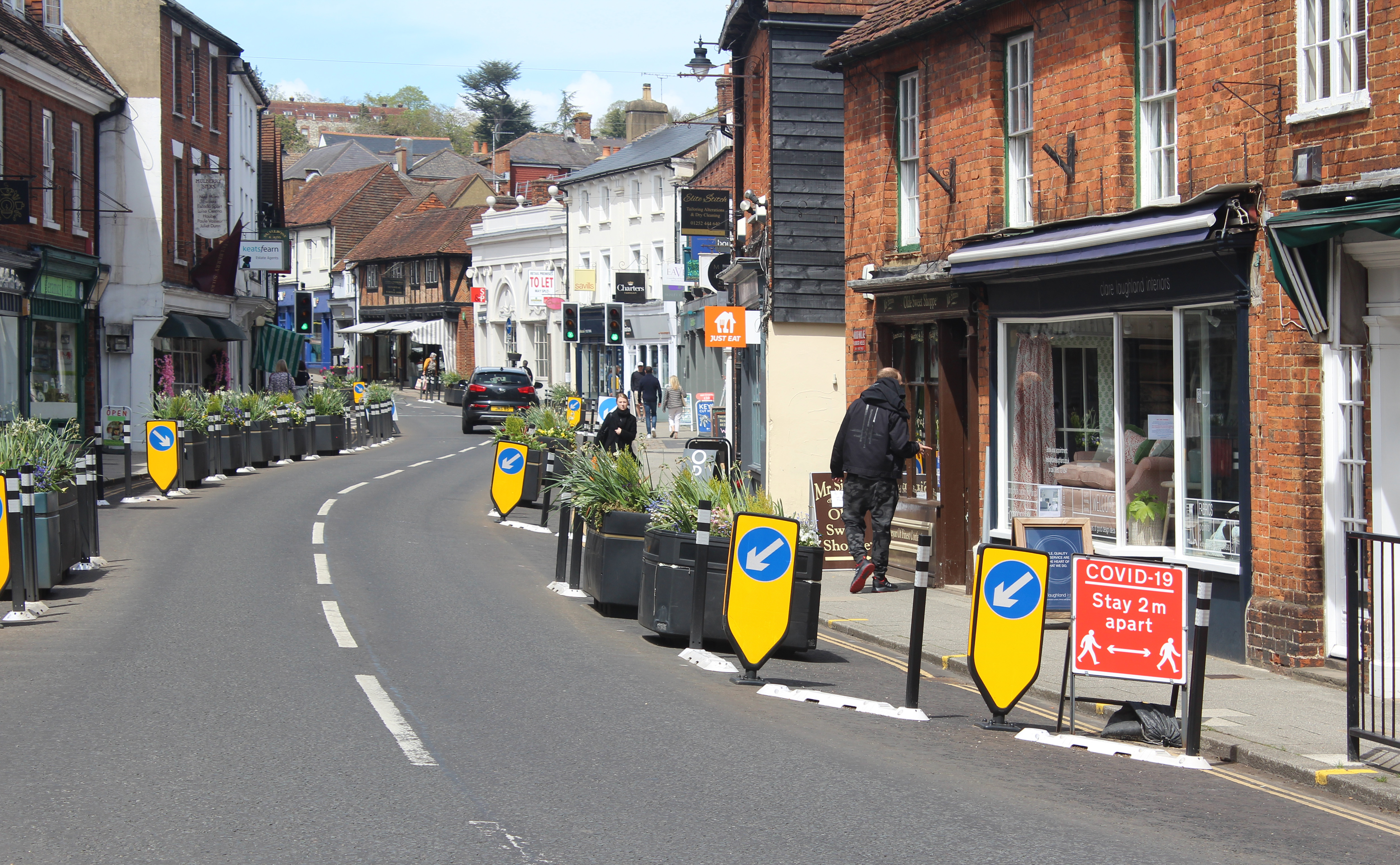
De trottoirs in Farnham, Surrey, werden verbreed met het wegvallen van één rijstrook om sociale afstand mogelijk te maken.

Aanscherpende maatregelen op gebied van sociale onthouding die zijn gericht op minder viruscirculatie onder kwetsbare groepen ten opzichte van de rest van de bevolking. Daarmee kan intussen groepsimmuniteit in de rest van de bevolking worden opgebouwd en wordt tevens de zorg ontlast. Voor degenen die wonen in zorginstellingen, zorgtehuizen en hospices betekent dit vaak dat ze van bezoek verstoken blijven.

#### Beschermend materiaal
Om in ziekenhuizen besmetting te voorkomen, zijn medische handschoenen en mondkapjes van het type FFP2 van belang bij het verplegend personeel op de intensive care en bij bepaalde handelingen van besmette patiënten en FFP1 voor het overige personeel.
Zorgmedewerkers in de verpleeghuiszorg, huisartsenzorg, thuiszorg en gehandicaptenzorg dienen een chirurgisch mondmasker te dragen indien er sprake is van een hoestende of niezende medewerker of patiënt.
Ook voor anderen, bijvoorbeeld mensen die reizen met het openbaar vervoer, is in sommige landen het gebruik van eenvoudige vormen van mondkapjes verplicht gesteld. Het dragen van dergelijke mondkapjes beoogt de spreiding van virussen in de lucht te verminderen, ook bij mensen die geen symptomen hebben en onbewust drager zijn. Deze mondkapjes worden gezien als een aanvullende maatregel, met name voor situaties waar onvoldoende afstand gehouden kan worden. Men mag het mondkapje niet aanraken en moet vooraf en achteraf handen wassen.

#### Ventilatie
Mensen in stedelijke, geïndustrialiseerde samenlevingen brengen meer dan 90% van hun tijd door binnen in gebouwen, waar ze binnenlucht inademen. Toch bestaan in de meeste landen geen wettelijke kwaliteitsnormen voor binnenlucht in openbare ruimten, laat staan woningen. Intussen is het belang van een afdoende ventilatie in de verspreiding van COVID-19 aangetoond. Ook de  Wereldgezondheidsorganisatie drong daar in maart 2021 op aan.

#### Vaccinatie luchtwegaandoeningen actualiseren
In Duitsland worden mensen boven de leeftijd van 60 en chronisch zieken aanbevolen om hun vaccinatiestatus te controleren en zo nodig om zich te laten vaccineren tegen pneumokokken, kinkhoest en influenza. In Nederland krijgen mensen die geboren zijn tussen 1-1-1941 en 31-12-1947 in het najaar 2020 en geboren tussen 1 januari 1948 en 31 december 1952 in het najaar 2021 een vaccinatie tegen pneumokokkenziekte aangeboden. De vaccinaties helpen niet tegen COVID-19, maar kunnen een eventuele bijkomende infectie voorkomen.
In Nederland wordt een onderzoek gedaan naar het effect van het BCG-vaccin, tegen tuberculose, op het verloop van een COVID-19-infectie bij 60-plussers en andere groepen, waaronder zorgmedewerkers. Uit eerder onderzoek bleek dat dit vaccin de afweer tegen andere ziektes dan TBC kan verhogen. In januari 2021 bleek uit voorlopige onderzoekgegevens dat het BCG-vaccin kwetsbare ouderen geen bescherming biedt tegen COVID-19. Publicatie van het onderzoek wordt medio 2021 verwacht.

#### Vroege detectie
Dagelijks rapporteren deelnemers in een checker-app van ziekenhuizen vragen over de symptomen. Medisch deskundigen, ondersteund door technologie, beoordelen de ingestuurde gegevens op COVID-19-verdenkingen. Bij dergelijke verdenkingen krijgt men het dringende advies in quarantaine te gaan en wordt men met extra aandacht gevolgd. Ook kan men worden doorverwezen voor verder onderzoek en testen en zo nodig volgt een opname. Er wordt regionaal samengewerkt met huisartsen en er worden lokale protocollen gehanteerd voor doorverwijzing.
De deelnemende ziekenhuizen verwerken gegevens uit de app centraal op basis van gezamenlijk beleid en protocollen. Een ‘medical board’ waarin vanuit elk ziekenhuis een longarts vertegenwoordigd is, heeft dagelijks overleg en past het beleid zo nodig aan.

#### Screening
Bij een screening wordt een stad, regio, land of beroepscategorie massaal getest. De mensen die positief zijn getest dienen in isolatie te gaan. Hiermee hoopt men het aantal besmettingen te verminderen. Het effect is afhankelijk van het aandeel dat deelneemt en de frequentie van testen. In november 2020 gaf het ECDC aan dat als de tweede golf coronabesmettingen eenmaal voorbij is, massatesten kunnen helpen om een derde golf te voorkomen. Daarbij zou de hele bevolking van een regio waar het virus toch weer oplaait, getest moeten worden.
- Test-to-protect, waarbij met regelmatige tussenpozen (elke twee weken, elke week of tweemaal per week) wordt getest om het aantal mensen die anderen zouden kunnen besmetten te verlagen. Dit wordt o.a. toegepast bij een bepaalde (doel)groep.
- Test-to-release, waarbij vanuit quarantaine na het aantal dagen van de incubatietijd wordt getest. Bij een negatieve test kan de quarantaine worden opgeheven. Dit wordt o.a. toegepast bij reizen.
- Test-to-enable, waarbij getest wordt voor toegang tot één of een beperkt aantal activiteiten.

#### Contactonderzoek
Onderzocht wordt waar en met wie de patiënt met COVID-19 contact heeft gehad. Deze mensen worden gecontroleerd op mogelijke ziekteverschijnselen. Bij ziekteverschijnselen volgt een test. Als er COVID-19 wordt geconstateerd, wordt ook deze persoon geïsoleerd. Ook van deze persoon wordt dan bekeken waar en met wie hij de afgelopen twee weken contact heeft gehad.
In Duitsland worden 'containment scouts' ingezet bij contactonderzoek.
Een COVID-19-app ondersteunt het contactonderzoek.
Bij de protocollen voor bron- en contactonderzoek en de COVID-19-app is het aantal minuten binnen een straal dat een persoon contact heeft gehad met een besmet persoon van belang, bijvoorbeeld 15 minuten contact binnen de 1,5 meter. Bij virusvarianten moet worden nagegaan of deze protocollen moeten worden aangepast. Zo bleek in Australië bij een uitbraak van de deltavariant dat voor een infectie in een winkelcentrum maar 5-10 seconden nodig waren. Er is ook een geval beschreven waarbij een besmetting optrad van een hotelkamer naar een tegenovergelegen kamer in een quarantainehotel in Melbourne. Mogelijk heeft een luchtstroom het virus meegevoerd.

#### Quarantaine
Als een persoon geen ziekteverschijnselen heeft, maar wel onbeschermd contact heeft gehad met een patiënt met een bewezen infectie, gaat diegene in (thuis)quarantaine. De quarantaine duurt tot de incubatietijd is verlopen. Als de ziekte zich in die periode niet heeft gemanifesteerd, wordt de quarantaine opgeheven.

### Maatregelen bij besmetting of infectie
Bij een positieve uitslag volgt zo snel mogelijk een bron- en contactonderzoek om uitbreiding van de ziekte onder de bevolking te beperken, vooral voor groepen met een hoog risicoprofiel, en de capaciteit in de zorg te beperken tot mensen die het echt nodig hebben. Het bronnenonderzoek kan vervallen bij schaarste, maar het contactonderzoek wordt wel gedaan. Deze fase is mitigatie. Indien onvoldoende zorg voorhanden is, komt een fase waarbij door middel van triage bepaald zal moeten worden wie geholpen kan worden.

#### Isolatie
Als een persoon wel ziekteverschijnselen heeft, is isolatie van toepassing. Bij thuisisolatie en wonen met meerdere personen verblijft de patiënt in een aparte kamer, waarbij contact met huisgenoten moet worden vermeden. Ook contact met huisdieren (o.a. aaien, knuffelen, kussen of laten likken) wordt afgeraden, ook al is de kans dat dieren het virus kunnen doorgeven klein.

#### Cohortering
Door het ruimtelijk afscheiden van besmette of van verdachte COVID-19-patiënten worden andere afdelingen en zorgmedewerkers ontlast en wordt bespaard op (schaarse) materialen.

#### Beschermings- en toezichtsgebied (ring)
Er wordt een beschermings- en toezichtsgebied ingesteld rondom de mensen die zijn besmet. Binnen deze ring moeten mensen thuis in quarantaine, mogen niet bewegen naar buiten de ring (afschermingsplicht), mogen alleen bewegen binnen de ring voor essentiële producten en diensten en alleen de essentiële beroepen mogen bewegen in de ring.

#### Latente periode verlengen
Er is een periode van 7 dagen nadat de ziekte begon én 24 uur vlak na de ziekte waarin de patiënt geen symptomen meer heeft, maar nog wel een latente drager van de infectie kan zijn. Afhankelijk van de viruscirculatie per regio kan uitgegaan worden van een langere periode. Hierdoor wordt de kans op verspreiding door besmetting in de regio kleiner.

## Epidemiologie
Uit cijfers van de WHO van het aantal besmettingen in China blijkt dat van het aantal besmettingen dat per 20 februari 2020 waren gemeld, dat 78% van deze besmettingen was vastgesteld bij mensen tussen de 30 en 69 jaar en slechts 10,2% was gemeld bij mensen jonger dan 30 jaar. Uit onderzoek in diverse landen blijkt dat mannen vaker in het ziekenhuis worden opgenomen dan vrouwen. Circa 62-70% is man. Dit is opmerkelijk omdat de verdeling van diagnosestelling tussen de geslachten wel ongeveer gelijk is.

Totaal aantal bevestigde gevallen en sterfgevallen doorheen de tijd
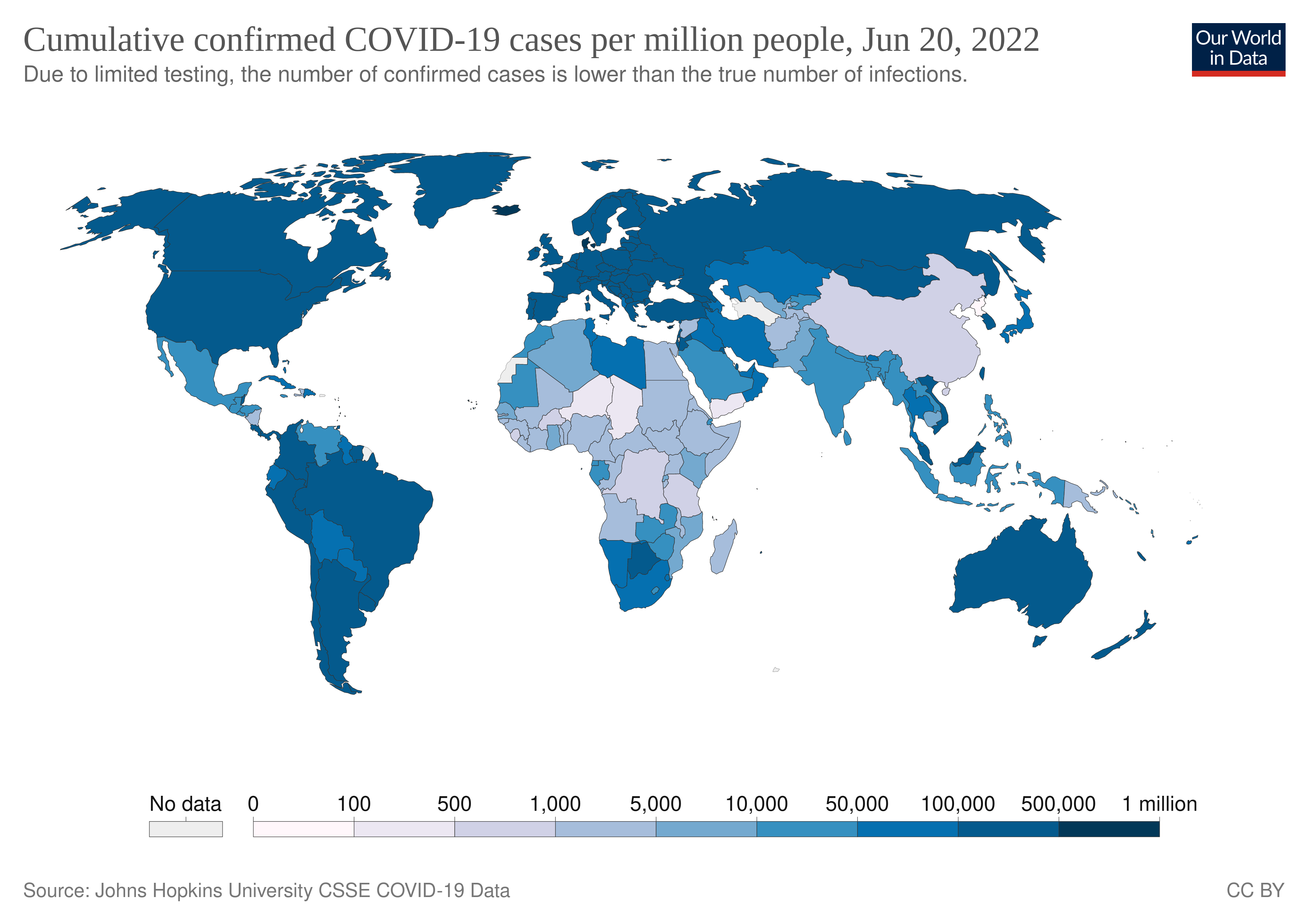
Totaal aantal bevestigde gevallen van COVID-19 per miljoen mensen (26 maart 2020)
Totaal bevestigde sterfgevallen door COVID-19 per miljoen mensen (26 maart 2020)

### Genetische verwantschap
Uit onderzoek naar de genetische verwantschap van het virus bleek dat in Nederland meerdere introducties uit het buitenland zijn geweest die leiden tot meerdere clusters op verschillende plekken. Met kiemsurveillance worden door sequencing de virusvarianten bepaald en bewaakt.

### Sterftecijfer
Er is verschil tussen absolute sterfte en oversterfte. De absolute sterfte is het aantal mensen waarbij COVID-19 als doodsoorzaak op de doodsoorzaakverklaring staat. Echter, een deel van de mensen die overlijden zou zonder COVID-19 ook op korte termijn overleden zijn. Daarnaast is niet van iedere overledene duidelijk wat de exacte doodsoorzaak was, vooral bij diegenen die niet in het ziekenhuis overleden zijn. Daarom wordt per periode het aantal overledenen vergeleken met het aantal verwachte overledenen. Dit gebeurt aan de hand van eerdere sterftecijfers. Dit wordt per geslachts- en leeftijdscategorie gedaan om te corrigeren voor verandering in de bevolkingsopbouw. Oversterfte is daardoor een maat voor de dodelijkheid van een aandoening, die wel pas achteraf te berekenen valt. Effecten van levensduurverkorting (vroegtijdige sterfte) of levensduurverlenging (laattijdige sterfte) zijn moeilijk te meten door de veelheid van factoren die hierbij een rol spelen. Het sterftecijfer kan mogelijk worden beïnvloed door een sterftebespoedigingseffect, meerdere sterftepieken in de loop van de tijd, hogere morbiditeit en sterfte op de langere termijn van herstelde patiënten of van andere zieken die niet de zorg vroegen of kregen die ze nodig hadden.
In de zwaarst getroffen landen - Peru, Ecuador, Bolivia, Mexico - was de extra sterfte 50% hoger dan de verwachte jaarlijkse sterfte. In Peru, Bulgarije, Noord-Macedonië en Servië waren er meer dan 400 extra sterfgevallen per 100.000 inwoners. Tegelijkertijd lag in verschillende andere landen (bijvoorbeeld Australië en Nieuw-Zeeland) de mortaliteit tijdens de pandemie onder het gebruikelijke niveau, vermoedelijk als gevolg van sociale afstand maatregelen die de sterfte door niet-COVID-19-infecties deed afnemen. Sommige landen hadden hun COVID-19-sterfgevallen aanzienlijk ondergerapporteerd (bijv. Nicaragua, Rusland, Oezbekistan, Tadzjikistan).

### Statistieken verspreiding en opbouw groepsimmuniteit
Door statistieken ontstaat een beeld van de verspreiding en de opbouw van groepsimmuniteit. Met de statistieken kan gepoogd worden de omvang van de epidemie in te schatten en kunnen wiskundige piramidescenario's en simulaties worden gemaakt en de ontwikkeling van het reproductiegetal en de ziektevatbaarheid door opbouw van immuniteit in samenhang met het sterftecijfer.
Het vergelijken van statistieken van verschillende landen en regio's is echter moeilijk, onder meer door verschillen in sensitiviteit en specificiteit van testen, waardoor er verschillen zijn in het aandeel foutpositieve en foutnegatieve uitslagen. Ook in hoeverre er sowieso getest wordt, verschilt per regio. Minder testen kan het gevolg zijn van de geringe beschikbaarheid van de tests, de onbetrouwbaarheid daarvan of de politieke gevoeligheid. Daarnaast worden in een aantal landen ook overledenen meegeteld die niet zijn getest, maar die wel de bij COVID-19 behorende symptomen vertoonden. Dat kan ertoe leiden dat een land als België meer overledenen telt dan andere landen waar alleen geteste overledenen worden geregistreerd.
Het werkelijke aantal besmettingen is hoger dan het aantal geregistreerde besmettingen door de asymptomatische besmettingen, het niet laten testen (lage testbereidheid), strenge toelatingseisen voor testaanvragen, geen registratie door commerciële teststraten, soort test (PCR of antigeen), administratieve achterstand en storingen en hacks van computersystemen. In het begin van de pandemie werd zeer weinig getest, onder andere door de zeer beperkte beschikbaarheid van testmateriaal/faciliteiten en het onderschatten van de besmettelijkheid van dragers zonder symptomen. Hierdoor zijn de statistische cijfers in de beginfase van de pandemie niet te vergelijken met die van later.

#### Registraties
In diverse systemen worden verdachte, bevestigde, in een ziekenhuis opgenomen, telemonitoringpatiënten, long covid-patiënten, overleden COVID-19-patiënten en gevaccineerden geregistreerd.

#### Klinisch onderzoek
Met een antilichaamtest wordt getest of iemand antistoffen tegen het virus in het bloed heeft. Dit is een bewijs dat die persoon met het virus in aanraking is geweest.
De monsters die routinematig worden ontvangen in de Nivel-griepsurveillance worden in de peilstations ook getest op SARS-CoV-2 om de verspreiding van het virus in de algemene bevolking van Nederland in kaart te brengen. Er wordt ook op antilichamen getest via de bloedbank.
Verder zijn er virologische dagstaten.
Mogelijk komt er nog een thuistest op basis van een monoklonaal antilichaam tegen SARS-CoV-2 waarmee kan worden gemeld.

#### Rioolwateronderzoek
Het rioolwater wordt gemeten op het vóórkomen van RNA-sporen van het virus afkomstig van de ontlasting van besmette burgers. Hiermee wordt de verspreiding van het virus onder de gehele bevolking gemeten, inclusief de mensen die niet worden getest. Ook kan zo worden gevolgd of het virus langzaam verdwijnt in de populatie of weer terugkomt. De meetresultaten worden genormaliseerd voor regenval en industriële lozing in het riool.

### Modellen effecten strategieën
In diverse landen werden wiskundige modellen ontwikkeld om de effecten van verschillende exit-strategieën door te rekenen en vooraf in te kunnen schatten. Ook dashboards werden ontwikkeld met diverse actoren om snel te kunnen ingrijpen als gegevens boven drempelwaarden komen. Voorbeelden van indicatoren kunnen zijn reproductiegetal, rioolwater, naleving, testen, besmettingen, bron- en contactonderzoek, ziekenhuisopnames, IC-opnames, overledenen, vaccinatiegraad.

### Golfjes of Seizoensgebonden
De verwachting is dat COVID-19 zich ontwikkelt tot minder dodelijk dan in het begin met frequente, kleine golven in de tijd met meestal milde infecties door het ontstaan van nieuwe varianten. De verwachting is niet dat COVID-19, net als andere luchtinfectieziekten zoals influenza, vooral een 'winterziekte' is en enkele weken duurt. Bij een nieuwe ziekte is er geen zekerheid welk patroon het gaat volgen. Volgens sommige statistieken is er wel een seizoenseffect. 
Het risico op infectie in de buitenlucht is veel kleiner dan binnenskamers. Eerste berekeningen uit China tonen aan dat het virus zich het best verspreidt bij een temperatuur vlak onder de 9 graden Celsius. Volgens een Nederlandse studie zou er omgekeerde correlatie zijn tussen griepinfecties en de hoeveelheid pollen en hooikoorts. Een hypothese is dat een actieve immuunreactie in de neus tegen pollen de infectie door het griepvirus verhindert.

### Mutaties van het virus in dieren
Op 4 november 2020 besloot de Deense regering alle 17 miljoen nertsen in het land te ruimen. Als reden noemde de regering de angst dat een mutatie van het virus in de nertsen het toekomstige vaccin voor mensen minder effectief zou kunnen maken. De kans dat dat zou kunnen gebeuren, werd door wetenschappers als klein ingeschat. Het Verenigd Koninkrijk sloot uit vrees voor de nertsenvarianten op 8 november 2020 het grondgebied voor reizigers uit Denemarken. Britse reizigers moesten in quarantaine. Er zouden inmiddels circa 200 Denen besmet zijn met varianten van het SARS-CoV-2-virus afkomstig uit nertsenfokkerijen. In Nederland waren begin december 2020 alle nertsenfokkerijen geruimd. Als gevolg hiervan werden nertsenfokkerijen in Oost-Europa en Rusland uitgebreid.